# Horace Walker (baloncestista)
Horace Walker (Chester, Pensilvania, 7 de abril de 1937-Los Ángeles, California, 7 de julio de 2001) fue un jugador de baloncesto estadounidense que disputó una temporada en la NBA, además de jugar en la NIBL y la EPBL. Con 1,90 metros de estatura, jugaba en la posición de alero.

## Trayectoria deportiva

### Universidad
Jugó durante tres temporadas con los Spartans de la Universidad Estatal de Míchigan, en las que promedió 11,5 puntos por partido. Conserva hoy en día el récord de rebotes en un partido de su universidad, logrando 29 ante Butler en diciembre de 1959. En su última temporada, tras promediar 17,3 puntos y 17,3 rebotes por partido, fue incluido en el mejor quinteto de la Big Ten Conference, y en el tercer equipo All-America.

### Profesional
Fue elegido en la trigésima posición del Draft de la NBA de 1960 por St. Louis Hawks, pero tras no encontrar hueco en el equipo, jugó una temporada en la NIBL, donde consiguió la quinta mejor marca individual de anotación, al lograr 46 puntos ante Cleveland Pipers, hasta que al año siguiente fue traspasado a cambio de una futura ronda del draft a los Chicago Packers. Allí jugó una temporada, en la que promedió 6,7 puntos y 7,2 rebotes por partido.
Jugó una temporada más en la EPBL antes de retirarse definitivamente.

## Estadísticas de su carrera en la NBA

### Temporada regular
| Temporada | Edad | Equipo          | Liga | P  | TIT | MIN  | TC  | TCA | %TC  | 3P | 3PA | %3P | TL  | TLA | %TL  | R.OF. | R.DEF. | REB | ASIS | ROB | TAP | PER | FP  | PTS |
| 1961-62   | 23   | Chicago Packers | NBA  | 65 |     | 20.5 | 2.3 | 6.8 | .339 |    |     |     | 2.2 | 3.0 | .725 |       |        | 7.2 | 1.1  |     |     |     | 3.0 | 6.7 |
| Total     |      |                 | NBA  | 65 |     | 20.5 | 2.3 | 6.8 | .339 |    |     |     | 2.2 | 3.0 | .725 |       |        | 7.2 | 1.1  |     |     |     | 3.0 | 6.7 |